# Глаукодот
Глаукодо́т — минерал класса сульфидов. Рассматривался ранее как кобальтовая разновидность арсенопирита, с которым он образует непрерывный изоморфный ряд. Диморфен с аллоклазитом. Наблюдаются переходные формы с кобальтином. Впервые описан в 1849 году в Уаско, Чили. Синоним: кобальт-мышьяковый колчедан. Облик кристаллов короткопризматический или ромбический, характерны крестообразные двойники прорастания по {101} и тройники по {012}. На гранях призм обычна штриховка по оси с. Образует тесные прорастания с кобальтином и халькопиритом. Агрегаты зернистые, массивные скопления.

## Общее описание
Состав: (Co, Fe) AsS. Содержит (%): Co — 23,8; Fe — 11,3; As — 45,5; S — 19,4. Сингония ромбическая. Кристаллы призматические. Образует также зернистые агрегаты. Плотность 6,06-6,16. Твёрдость 5. Цвет оловянно-серо-белый до красновато-серебряно-белого. Излом неровный. Черта чёрная. Блеск металлический. Хрупкий. Непрозрачный. Анизотропный. Встречается в жильных гидротермальных месторождениях вместе с другими сульфидами. При выветривании переходит в эритрин и скородит.